# Lac Bleu (Saint-François-Longchamp)
Pour les articles homonymes, voir Lac Bleu.
Le lac Bleu est un lac des Alpes situé en France dans le département de la Savoie.

## Situation
Ce lac est situé au-dessus de Saint-François-Longchamp.

## Hydrologie
Ce lac donne naissance au ruisseau du lac Bleu, un court torrent qui se jette dans le Bugeon, un affluent de l'Arc.